# Akira Kamiya
Akira Kamiya (jap. 神谷 明 Kamiya Akira; ur. 18 września 1946 w Jokohamie) – japoński seiyū i aktor.

## Życiorys
Akira Kamiya urodził się 18 września 1946 w Jokohamie. Karierę rozpoczął na początku lat 70. jednak jego pierwszym znaczącym osiągnięciem była tytułowa rola w Babel II. W latach osiemdziesiątych Kamiya podkładał głosy do głównych postaci w anime takich jak Yuusha Raideen, Entaku no Kishi Monogatari Moero Āsā, Urusei Yatsura czy Hokuto no Ken. W 1996 roku rozpoczął pracę przy anime Detektyw Conan, gdzie podkładał głos prywatnego detektywa Kogorō Mōri. W 2009 roku, po trzynastu latach, Kamiya ogłosił, że rezygnuje z pracy przy Detektywie Conanie – jego miejsce zajął Rikiya Koyama.
Akira Kamiya zdobył rekordową liczbę 10 nagród Anime Grand Prix, przyznawaną przez magazyn Animage, w kategorii: najlepszy seiyū. W pierwszej edycji, w 1979 roku, otrzymał nagrodę za postać Akiry Hibikiego w Yuusha Raideen. Rok później zwycięstwo dała mu rola Arthura w Entaku no Kishi Monogatari Moero Āsā, a w kolejnym roku – wygrał dzięki roli Shuutarou Mendou w Urusei Yatsura. W latach 1984, 1985, 1987 i 1988, otrzymywał nagrodę za postać Kenshiro z anime Hokuto no Ken. Kolejne dwa zwycięstwa z rzędu (1989, 1990) uzyskał dzięki postaci Ryo Saeby z City Hunter.

## Role
Ważniejsze występy w anime:
- Babel II – Babel II
- Getter Robo – Ryoma Nagare
- Wakusei Robo Danguard Ace – Takuma Ichimonji
- Generał Daimos – Kazuya Ryuuzaki
- Uchuu Kaizoku Captain Harlock – Tadashi Daiba
- Urusei Yatsura – Shutaro Mendou
- The Super Dimension Fortress Macross – Roy Focker
- Igano Kabamaru – Shizune Mejiro
- Mirai Keisatsu Urashiman – Claude Mizusawa
- Hokuto no Ken – Kenshiro
- City Hunter – Ryo Saeba
- Sailor Moon S – Sōichi Tomoe
- Detektyw Conan – Kogorō Mōri
- Yuusha Raideen – Akira Hibiki